# Оскоруша
Оскоруша (лат. Sorbus domestica) је листопадна врста дрвета из породице Rosaceae.

## Распрострањеност
Распрострањена је у јужној и средњој Европи, сјеверној Африци, на Криму и у Малој Азији. Тешко је одредити тачне границе природне распрострањености, будући да је од давнина сађена и спонтано проширена. Тежиште ареала је на Балканском полуострву, Апенинском полуострву и у јужној Француској.

## Изглед
Оскоруша је 15-20 метара високо дрво широке, округласто јајасте крошње.
Кора је пепељастосива, црвенкастосмеђа до тамносива, дјелимично се одлупљује, касније је дугуљасто плочасто испуцала. Коријен је срцолик са више разгранатих, добро развијених жила срчаница. Избојци су жућкастосмеђи, голи, дјелимично покривени сивкастим слојем епидерма, посути лентицелама. Кратки избојци су бројни и прстенасто смежурани.
Пупољци су спирално распоређени око избојка, дугачки око 1 центиметар, јајасто стожасти, тупо ушиљеног врха, покривени већим бројем љусака. Љуске пупољака су широке, љепљиве, зеленкасте, дјелимично црвенкасте, с тамнијим рубовима, голе, сјајне. Вршни пупољак је већи и издуженији од постраних, који су дјелимично приклоњени уз избојак, отклоњених врхова. Лисни ожиљак је трокутаст до полумјесечаст, с пет трагова проводних снопића.
Лишће је дугачко 15-18 центиметара, непарно перасто састављено од 11 до 21 лиске, које су уско дугуљасте, дугачке 3-8 центиметара, симетричне основе, оштро напиљеног руба, одозго голе, одоздо пахуљасто пустенасте, касније голе и плавкастозелене. У јесен поцрвене па листићи рано отпадају.
Цвјетови су двополни, ентомогамни, бијели, широки око 1,5 центиметара, 35-75 цвјетова скупљено у 6-10 центиметара широке гроње. Лапова часке и латица има 5, прашника 20, плодних листића 5, потпуно су срасли, вратова тучка 5. Цвјетање је у мају и јуну.
Привидни плодови су сочни, јабучасти или крушколики, дугачки до 3 центиметра, жућкастозелени до смеђкасти, посути лентицелама, а са осунчане стране црвенкасти. Горко су киселкастог укуса, а тек након стојања и првих мразова постају смеђи, мекани, укусни и слатки. Дозријевају у септембру и октобру, садрже 5-6 сјеменки, које су до 7 милиметара дугачке, широко јајасте, спљоштене, ушиљеног врха, смеђе, више или мање сјајне. Сјеме разноси дивљач, птице и глодари.

## Еколошка својства
Расте споро (осим у младости), а доживи старост 200-300 година. Хелиофилна је и калцифилна врста, која само у раној младости дјелимично подноси засјену. Преферира топлу и благу климу. Нема посебне захтјеве што се тиче земљишта, али најбоље успијева на дубоким и плодним земљиштима. Добро подноси сушу (слично као храст медунац), а осјетљива је на касне прољећне мразове (нешто мање него храст китњак). Зими издржи температуру до -30 °. Осјетљива је на компетицију других врста. Пионирска је врста са широком еколошком валенцијом. Јавља се појединачна или у мањим групама на надморској висини до 1400 метара (у медитеранском подручју), а у средњој Европи до 650 метара.

## Употреба
Тврди плодови оскоруше су опори, горки и кисели. Тек послије дужег стојања и првих мразева, кад сагњиле, постају мекани, укусни и слатки. Плодови се једу сирови, а могу се и прерадити у мармеладу или компот. Употребљавају се и као додатак код производње јабуковаче или се прераде у ракију од оскоруша. Оскоруше садрже 11-14% шећера (знатно више фруктозе него глукозе). У презрелом воћу има и нешто алкохола и јабучне киселине (0,6%), танина, азотних материја и доста целулозе. Од витамина, на 100 грама садрже око 8 милиграма асорбинске киселине и 2,5 милиграма каротина. Плодове врло радо једу срне и јелени. Од дрвета оскоруше производи се пољски алат, кундаци за пушке, кломпе, палице за билијар, модели за ковачке калупе, чембала, шкотске гајде и скупоцјени намјештај.

## Галерија
- Листови
- Плод